# 慕良
慕良（韓語：모량），金官伽耶的一位丞相趙匡的夫人。金官伽耶第3代國王居叱弥王正妃好仇之祖母。
被的印度出身入国伽倻归化人。根據《三國遺事》，《花郎世記》的說法，慕良來自阿踰陁國，即今日印度北方邦的阿約提亞。

## 家族
- 夫：趙匡
- 孫女：好仇

## 脚注
1. 1 2  모량 慕良
2. ↑  조광 趙匡